# Manlio Masu
Manlio Masu (Olbia, 24 ottobre 1935 – Alghero, 9 maggio 2025) è stato un pittore e insegnante italiano, considerato una figura di spicco dell'arte figurativa sarda del secondo Novecento e XXI secolo.

## Biografia
Masu è stato allievo del pittore nuorese Giovanni Ciusa Romagna. Nel 1955 consegue il diploma magistrale a Nuoro. Durante l'attività di insegnante elementare in diversi paesi della Provincia di Sassari, approfondisce da autodidatta lo studio del paesaggio in pittura e alterna la passione per l’arte a quella dello sport, organizzando tornei e contribuendo alla nascita dei primi Giochi della Gioventù. Negli anni Cinquanta ha giocato come portiere per l’Alghero Calcio e ha militato nella squadra locale di pallanuoto. Nel 1962 nasce la prima figlia, la cantante Franca Masu, seguita da Carmine e Gabriella. Nel 1990 è stato eletto presidente del Panathlon Club di Alghero, sottolineando il suo forte impegno nel tessuto sociale e culturale cittadino.

## Attività artistica
Pittore profondamente legato alla Sardegna, Masu ha dedicato gran parte della sua produzione alla rappresentazione del paesaggio isolano, del mare e del mondo femminile, con uno stile figurativo ricco di sensibilità emotiva. La serie delle bagnanti è tra le più emblematiche del suo percorso artistico.
Partecipa fin dai primi anni '60 a rassegne regionali e nazionali e a concorsi d'arte conseguendo premi e riconoscimenti.
Dagli anni '70 espone con mostre personali nelle principali gallerie di Sassari, Nuoro e Cagliari e con due personali a Reggio Emilia e Terni.
Nel 1977 realizza la monumentale pala d'altare raffigurante La Crocifissione per la chiesa di San Giovanni Bosco di Alghero, per la quale progetta e segue a Verona la realizzazione della vetrata artistica della cupola.
Nel 2002 realizza per la chiesa di San Giovanni Battista di Nuoro cinque pannelli sulla Passione e Resurrezione di Cristo. Nello stesso anno progetta la vetrata artistica del rosone della chiesa di San Bernardino a Mogoro. Nel 2006 dipinge una delle lunette della Biblioteca di Santa Maria di Bethlem a Sassari.
Nel 2015 presenta cinquantasei lavori nella mostra Vint anys: 1995|2015 Opere, allestita nei locali de Lo Quarter ad Alghero.
Nel settembre 2024, è stata allestita la sua ultima mostra personale a Nuoro, presso la galleria Il Portico, con quaranta opere realizzate tra il 2021 e il 2024, testimonianza di una continua evoluzione espressiva anche in età avanzata. L'esposizione è stata dedicata alla moglie scomparsa poco tempo prima.
Il poeta catalano Carles Duarte i Montserrat, suo amico e collaboratore, lo ha descritto come "un artista dotato di una sensibilità radicale, di autentico talento".